# Piazzale del Foro Italico
A Piazzale del Foro Italico, também chamada de Piazzale dell'Impero ("Praça do Império") até 1946, está localizada entre a " Piazza Lauro de Bosis" com o obelisco de Mussolini e o "Stadio Olimpico" no "Foro Italico" (anteriormente "Foro Mussolini") no norte de Roma. Esta alameda é decorada com piso de mosaico e termina numa praça com uma fonte com um globo de três metros de diâmetro feito de mármore de Carrara.

## Projeto
Desde meados da década de 1920, o "Partito Nazionale Fascista" planejava construir uma instalação de educação física para jovens na periferia norte de Roma. Encomendado pela Opera Nazionale Balilla, Enrico Del Debbio projetou o "Foro Mussolini" entre 1928 e 1933, hoje Foro Italico. Foi projetada essa alameda entre o obelisco de Mussolini e a fonte esférica. Em 1937, a recém-fundada "Opera Nazionale Balilla" assumiu a liderança e encomendou a Luigi Moretti um maior desenvolvimento com vistas à candidatura de Roma para os Jogos Olímpicos de 1940. Moretti, que também construiu vários prédios ao redor da praça, desenhou a praça com mosaicos, a partir de desenhos de Giulio Rossi, feitos de mármore de Carrara branco e tesselas pretas. Nos mosaicos, que vão do obelisco de Mussolini à fonte, estão embutidos temas marciais e esportivos, bem como inscrições de conteúdo fascista, como "DVCE" ("líder") e "DVCE A NOI" ("nosso líder"). Os mosaicos são divididos em campos individuais e mostram representações da antiguidade e dos tempos modernos.
A praça fica no pátio do Estádio Olímpico de Roma. A praça foi reformada e redesenhada para os Jogos Olímpicos de 1960 e a Copa do Mundo de 1990. No entanto, os mosaicos com o tema fascista foram preservados.

### Fontana della Sfera
A Fonte da Esfera (em italiano "Fontana della Sfera"), com aquela que é provavelmente a maior esfera de mármore do mundo, com 3 metros de diâmetro e 37 toneladas de peso, está localizada no centro da praça. A esfera é colocada em um pedestal quadrado e é borrifada com água da borda da bacia redonda da fonte. A fonte foi projetada pelos arquitetos Giulio Pediconi e Mario Paniconi em 1933-1934.

### Interpretação crítica ideológica
Eamonn Canniffe descreve esta "piazzale" (algo como "alameda") da seguinte forma:

O espaço axial entre a esfera e o obelisco se tornaria a Piazzale del Impero, o espaço cerimonial mais significativo do complexo.
(O espaço em forma de eixo entre a fonte esférica e o obelisco de Mussolini tornou-se a Piazzale del Impero, o espaço mais cerimonial [no sentido de cidade urbana fascista e planejamento quadrado] do Foro Mussolini).

A alameda é ladeada por numerosos blocos de mármore, entre eles um grande bloco no qual a proclamação do Imperador por Mussolini em 9 de março de 1936 foi gravada. O Impero (italiano para império) foi a visão do fascismo italiano da Itália e suas colônias africanas na Líbia e na África Oriental como o poder hegemônico decisivo no Mediterrâneo.
A alameda destinava-se a servir de propaganda interna e externa aos visitantes estrangeiros dos Jogos Olímpicos de Verão de 1940 e da planejada exposição mundial E42 no distrito de Esposizione Universale di Roma (E.U.R.) de 1942. O distrito de EUR foi projetado como um exemplo modelo de planejamento urbano fascista sob Mussolini. Ambos os eventos não ocorreram devido ao isolamento internacional da Itália por causa da guerra da Itália contra a Abissínia de 1935–36 e em seguida por causa da Segunda Guerra Mundial.